# Toronto (Dakota del Sur)
Toronto es un pueblo ubicado en el condado de Deuel en el estado estadounidense de Dakota del Sur. En el Censo de 2010 tenía una población de 212 habitantes y una densidad poblacional de 266,62 personas por km².

## Geografía
Toronto se encuentra ubicado en las coordenadas 44°34′21″N 96°38′29″O / 44.57250, -96.64139. Según la Oficina del Censo de los Estados Unidos, Toronto tiene una superficie total de 0.8 km², de la cual 0.8 km² corresponden a tierra firme y (0%) 0 km² es agua.

## Demografía
Según el censo de 2010, había 212 personas residiendo en Toronto. La densidad de población era de 266,62 hab./km². De los 212 habitantes, Toronto estaba compuesto por el 93.4% blancos, el 0% eran afroamericanos, el 3.77% eran amerindios, el 0% eran asiáticos, el 0% eran isleños del Pacífico, el 1.42% eran de otras razas y el 1.42% pertenecían a dos o más razas. Del total de la población el 4.25% eran hispanos o latinos de cualquier raza.